# Hamelia patens
Hamelia patens es una especie de arbusto grande, perenne, de América subtropical y tropical de la familia de las rubiáceas. Se encuentra desde Florida en el sur de Estados Unidos a Argentina. Tiene flores tubulares anaranjadas rojas, agradables para colibríes y mariposas para polinizar.

## Descripción

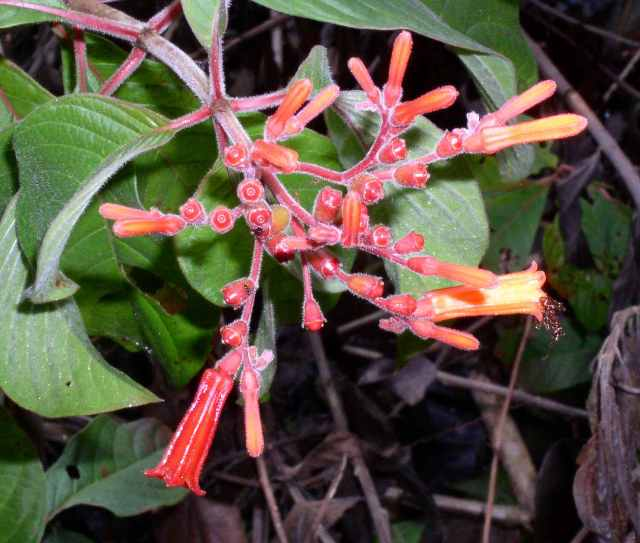
Flores.

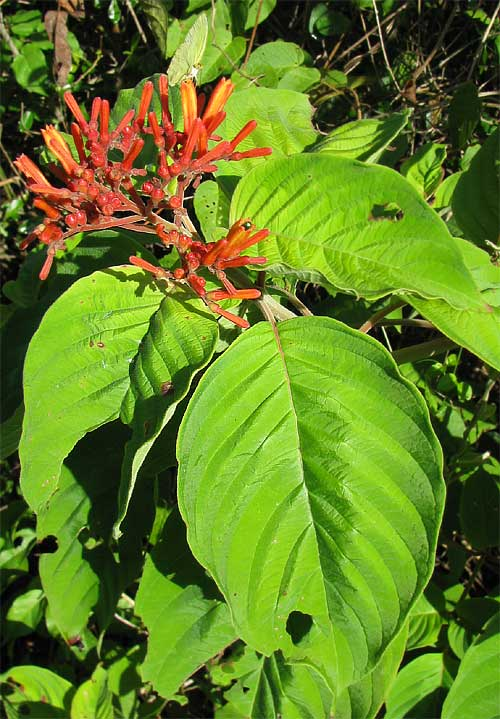
Planta.

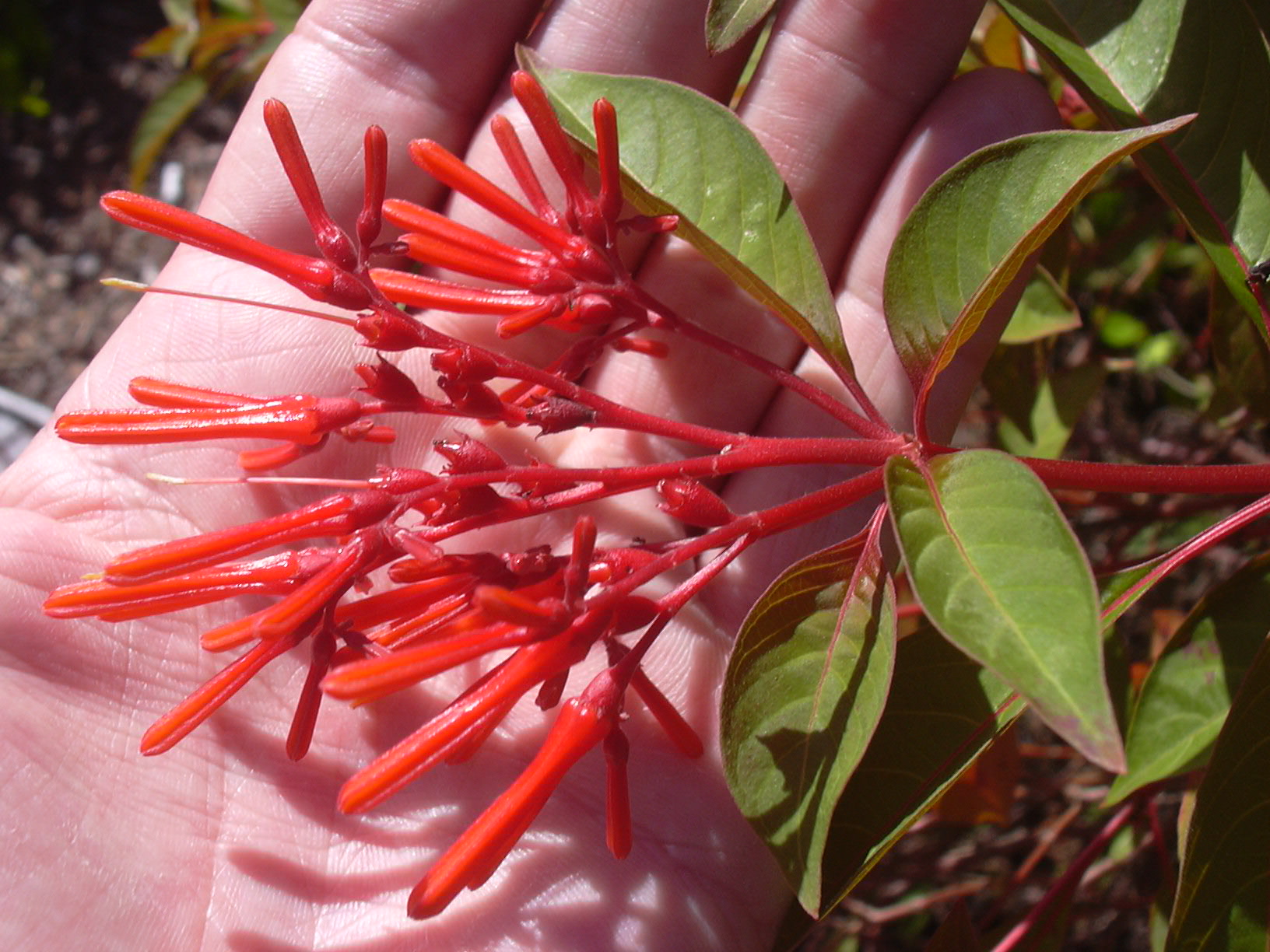
Flor.

Son plantas que alcanzan un tamaño de hasta 7 m de alto, glabras a adpreso- o patente-vellosas. Hojas 3 (4) por nudo, elípticas a elíptico-oblanceoladas, de 5-23 cm de largo y 1-10 cm de ancho, ápice acuminado, base aguda a obtusa, papiráceas, nervios secundarios 5-11 pares; pecíolos 5-80 mm de largo; estípulas 1.5-6 mm de largo. Inflorescencias 3-15 cm de largo y 5-20 cm de ancho, pedúnculos 5-40 mm de largo; lobos calicinos 0.5-1.5 mm de largo; corola tubular, glabra a adpreso- o patente-vellosa externamente, amarillo obscura, anaranjada o roja, tubo 12-23 mm de largo, lobos 1-2.5 mm de largo. Frutos 7-13 mm de largo y 4-10 mm de ancho.

## Usos
Los colibríes atraídos por sus flores y otras aves se alimentan de la fruta, y también el forraje atrae a los pequeños insectos se encuentran en las proximidades, lo que ayuda a reducir las plagas. El fruto tiene un refrescante sabor ácido; además de ser muy apreciado por algunos pájaros, también es comestible para los seres humanos; en México se utiliza en una bebida fermentada.

## Usos medicinales
Además, las plantas se utilizan en la medicina popular contra una serie de enfermedades. Una serie de compuestos activos se han encontrado en la planta, pero ningún estudio científico de su utilidad médica ha sido realizado todavía.
El cocimiento de las hojas se usa para tratar disentería, desórdenes menstruales y escorbuto, anemia, cáncer, erisipela, malaria, sífilis, y para matar los piojos de las bestias. La infusión de los cogollos se usa para tratar disentería, escorbuto, desórdenes menstruales y fiebres. El cocimiento de la raíz se usa para expulsar los cálculos renales y combatir la diabetes y el reumatismo.
La infusión o cocimiento de hojas y tallos se aplican tópicamente para tratar afecciones dérmicas (eczemas, heridas, llagas, quemaduras, raspones, úlceras); para lavados vaginales y baños para aliviar el reumatismo y piernas hinchadas. El polvo de hojas tostadas se aplica a llagas persistentes. El jugo de hojas se usa para aliviar picaduras de insectos e irritaciones.
Se le atribuyen propiedades antisépticas, astringente, cicatrizal, desinflamante, emenagoga, emoliente, estomáquica. También es bueno para cortadas, picaduras de insectos, irritaciones en la piel, etc.

## Taxonomía
Hamelia patens fue descrita por Nikolaus Joseph von Jacquin y publicado en Enumeratio Systematica Plantarum, quas in insulis Caribaeis 16. 1760.
Sinonimia
- Duhamelia patens (Jacq.) Pers. (1805).
- Hamelia erecta Jacq. (1760).
- Hamelia coccinea Sw. (1788).
- Hamelia sphaerocarpa Ruiz & Pav. (1799).
- Duhamelia sphaerocarpa (Ruiz & Pav.) Pers. (1805).
- Duhamelia odorata Willd. ex Schult. in J.J.Roemer & J.A.Schultes (1819).
- Hamelia suaveolens Kunth in F.W.H.von Humboldt (1820).
- Hamelia latifolia Rchb. ex DC. (1830).
- Hamelia patens var. erecta (Jacq.) DC. (1830).
- Hamelia patens var. quinifolia DC. (1830).
- Hamelia verticillata Moc. & Sessé ex DC. (1830).
- Hamelia lanuginosa M.Martens & Galeotti (1844).
- Hamelia nodosa M.Martens & Galeotti (1844).
- Hamelia patens var. glabra Oerst. (1853).
- Hamelia corymbosa Sessé & Moc. (1888).
- Hamelia brachystemon Wernham (1911).
- Hamelia brittoniana Wernham (1911).
- Hamelia patens var. axillaroides Wernham (1911).
- Hamelia pedicellata Wernham (1911).
- Hamelia tubiflora Wernham (1911).
- Hamelia viridifolia Wernham (1911).
- Hamelia intermedia Urb. & Ekman (1932).[5]

## Nombres comunes
En algunos países se identifica mediante nombres populares.
- En Colombia: «bencenuco», «coralillo».
- En Costa Rica: «Pico de pájaro», «coralillo».
- En Cuba: «bonasí», «palo de coral», «ponasí».[6]
- En República Dominicana: «buzunuco».
- En México: «tres hojitas», «chacloco». Península de Yucatán se conoce como «Xcanan»《bayetilla》
- En Guatemala: «achiotillo colorado», «canuto», «chichipince», «clavito», «cohetillo», «hierba del cáncer», «pie de paloma», «sicunken».[7]
- En El Salvador: «chichipince» o «chichipinco».
- En Nicaragua: «pinta machete», usado al cortar la maleza, pues se considera que tiene propiedades activas que ayudan a que el crecimiento de la maleza sea más lento. Modo de uso: se unta la savia del fruto en el borde cortante del machete hasta darle un color oscuro y luego se empieza a recortar la maleza.[8]
- En Puerto Rico: «cachimbo rojo»; la flor de esta planta es fuente predilecta de néctar para el zumbadorcito de Puerto Rico y otras especies de zumbadores.[9]